# Eva Urevc
Eva Urevc, född 2 november 1995 i Jesenice, är en slovensk längdåkare som debuterade i världscupen den 16 januari 2016 i Planica. På VM i Oberstdorf 2021 blev hon bronsmedaljör tillsammans med Anamarija Lampič i sprintstafett.
Urevc tog sin första pallplats i världscupen när hon blev trea tillsammans med Lampič i sprintstafett den 20 december 2020 i Dresden. Den 7 februari 2021 tog hon sin första världscupseger när hon och Lampič vann sprintstafetten i Ulricehamn.
Urevc deltog även vid VM i Seefeld 2019 där hon gick till kvartsfinal i den individuella sprinten och körde den fjärde sträckan i stafetten för det slovenska laget som slutade på nionde plats.

## Resultat

### Pallplatser i världscupen

#### Lag
| Säsong  | Datum            | Plats      | Disciplin         | Placering | Lagkamrat(er)    |
| ------- | ---------------- | ---------- | ----------------- | --------- | ---------------- |
| 2020/21 | 20 december 2020 | Dresden    | Sprintstafett (F) | 3:a       | Anamarija Lampič |
| 2020/21 | 7 februari 2021  | Ulricehamn | Sprintstafett (F) | 1:a       | Anamarija Lampič |

### Världsmästerskap
| Tävling         | 10 km | Skiathlon | 30 km | Sprint | Stafett | Lagsprint |
| --------------- | ----- | --------- | ----- | ------ | ------- | --------- |
| Seefeld 2019    | —     | —         | —     | 21:a   | 9:e     | —         |
| Oberstdorf 2021 | —     | —         | —     | 28:e   | —       | Brons     |